# Az év férfi labdarúgója (UEFA)
Az év férfi labdarúgója díjat a labdarúgásban az a férfi játékos kapta, amely európai labdarúgócsapatban játszik és az előző szezon alapján a legjobb teljesítményt nyújtotta. A díjat 2011-ben alapította az Európai Labdarúgó-szövetség (UEFA). A díj a korábbi UEFA – Év labdarúgója díjat váltotta fel. 2024-ben megszűnt, miután az UEFA megegyezett az Aranylabda szervezőivel a díj közös átadásában.
Cristiano Ronaldo az egyetlen játékos aki két egymást követő évben és összesen háromszor is átvehette a díjat.

## Szavazás
A győztes játékost szavazás után állapítják meg. Az UEFA mindegyik tagországából egy-egy újságíró szavazhat. Az első körben az UEFA 55 tagországából egy újságíró szavaz az általa három legjobbnak vélt játékosra. Az első öt, a második három, a harmadik egy pontot kap. Az így összeálló legjobb tíz labdarúgó listájára újra szavaznak, ezúttal már elektronikus módon. Az UEFA kritériumai szerint nemzetiségtől függetlenül az előző idényben legjobban teljesítő labdarúgónak jár az elismerés, a válogatott és a klubteljesítményt egyaránt figyelembe véve.

## Díj története

### Győztesek
Az 1997–2010-ig tartó időszak díjazottjait lásd itt 
A díjat az UEFA-bajnokok ligája csoportkörének sorsolásakor adják át, amely általában augusztus végére esik.
| Év      | Játékos            | Klub            |
| ------- | ------------------ | --------------- |
| 2010–11 | Lionel Messi       | FC Barcelona    |
| 2011–12 | Andrés Iniesta     | FC Barcelona    |
| 2012–13 | Franck Ribéry      | Bayern München  |
| 2013–14 | Cristiano Ronaldo  | Real Madrid     |
| 2014–15 | Lionel Messi       | FC Barcelona    |
| 2015–16 | Cristiano Ronaldo  | Real Madrid     |
| 2016–17 | Cristiano Ronaldo  | Real Madrid     |
| 2017–18 | Luka Modrić        | Real Madrid     |
| 2018–19 | Virgil van Dijk    | Liverpool       |
| 2019–20 | Robert Lewandowski | Bayern München  |
| 2020–21 | Jorginho           | Chelsea         |
| 2021–22 | Karim Benzema      | Real Madrid     |
| 2022–23 | Erling Haaland     | Manchester City |

### Döntősök
Győztes       Dobogós

#### 2010–11
| Helyezés | Játékos            | Első forduló | Döntő forduló | Csapat            |
| -------- | ------------------ | ------------ | ------------- | ----------------- |
| 1        | Lionel Messi       | –            | 39            | Barcelona         |
| 2        | Xavi Hernández     | –            | 11            | Barcelona         |
| 3        | Cristiano Ronaldo  | –            | 3             | Real Madrid       |
| 4        | Andrés Iniesta     | 33           | –             | Barcelona         |
| 5        | Radamel Falcao     | 17           | –             | Porto             |
| 6        | Wayne Rooney       | 15           | –             | Manchester United |
| 7        | Nemanja Vidić      | 5            | –             | Manchester United |
| 8        | Zlatan Ibrahimović | 4            | –             | Milan             |
| 8        | Gerard Piqué       | 4            | –             | Barcelona         |
| 10       | Manuel Neuer       | 3            | –             | Schalke 04        |

#### 2011–12
| Helyezés | Játékos           | Első forduló | Döntő forduló | Csapat          |
| -------- | ----------------- | ------------ | ------------- | --------------- |
| 1        | Andrés Iniesta    | –            | 19            | Barcelona       |
| 2        | Lionel Messi      | –            | 17            | Barcelona       |
| 2        | Cristiano Ronaldo | –            | 17            | Real Madrid     |
| 4        | Andrea Pirlo      | 90           | –             | Juventus        |
| 5        | Xavi Hernández    | 57           | –             | Barcelona       |
| 6        | Iker Casillas     | 53           | –             | Real Madrid     |
| 7        | Didier Drogba     | 31           | –             | Chelsea         |
| 8        | Petr Čech         | 14           | –             | Chelsea         |
| 8        | Radamel Falcao    | 14           | –             | Atlético Madrid |
| 10       | Mesut Özil        | 10           | –             | Real Madrid     |

#### 2012–13
| Helyezés | Játékos                | Első forduló | Döntő forduló | Csapat            |
| -------- | ---------------------- | ------------ | ------------- | ----------------- |
| 1        | Franck Ribéry          | –            | 36            | Bayern München    |
| 2        | Lionel Messi           | –            | 14            | Barcelona         |
| 3        | Cristiano Ronaldo      | –            | 3             | Real Madrid       |
| 4        | Arjen Robben           | 57           | –             | Bayern München    |
| 5        | Robert Lewandowski     | 39           | –             | Borussia Dortmund |
| 6        | Thomas Müller          | 38           | –             | Bayern München    |
| 7        | Bastian Schweinsteiger | 32           | –             | Bayern München    |
| 8        | Gareth Bale            | 24           | –             | Tottenham         |
| 9        | Zlatan Ibrahimović     | 14           | –             | Paris SG          |
| 10       | Robin van Persie       | 10           | –             | Manchester United |

#### 2013–14
| Helyezés | Játékos           | Első forduló | Döntő forduló | Csapat          |
| -------- | ----------------- | ------------ | ------------- | --------------- |
| 1        | Cristiano Ronaldo | –            | 27            | Real Madrid     |
| 2        | Manuel Neuer      | –            | 18            | Bayern München  |
| 3        | Arjen Robben      | –            | 9             | Bayern München  |
| 4        | Thomas Müller     | 39           | –             | Bayern München  |
| 5        | Philipp Lahm      | 24           | –             | Bayern München  |
| 5        | Lionel Messi      | 24           | –             | Barcelona       |
| 7        | James Rodríguez   | 16           | –             | Monaco          |
| 8        | Luis Suárez       | 13           | –             | Liverpool       |
| 9        | Ángel Di María    | 12           | –             | Real Madrid     |
| 10       | Diego Costa       | 8            | –             | Atlético Madrid |

#### 2014–15
| Helyezés | Játékos           | Első forduló | Döntő forduló | Csapat      |
| -------- | ----------------- | ------------ | ------------- | ----------- |
| 1        | Lionel Messi      | –            | 49            | Barcelona   |
| 2        | Luis Suárez       | –            | 3             | Barcelona   |
| 3        | Cristiano Ronaldo | –            | 2             | Real Madrid |
| 4        | Gianluigi Buffon  | 24           | –             | Juventus    |
| 5        | Neymar            | 23           | –             | Barcelona   |
| 6        | Eden Hazard       | 21           | –             | Chelsea     |
| 7        | Andrea Pirlo      | 12           | –             | Juventus    |
| 8        | Arturo Vidal      | 11           | –             | Juventus    |
| 9        | Carlos Tévez      | 8            | –             | Juventus    |
| 10       | Paul Pogba        | 5            | –             | Juventus    |

#### 2015–16
| Helyezés | Játékos           | Első forduló | Döntő forduló | Csapat          |
| -------- | ----------------- | ------------ | ------------- | --------------- |
| 1        | Cristiano Ronaldo | –            | 40            | Real Madrid     |
| 2        | Antoine Griezmann | –            | 8             | Atlético Madrid |
| 3        | Gareth Bale       | –            | 7             | Real Madrid     |
| 4        | Luis Suárez       | 29           | –             | Barcelona       |
| 5        | Lionel Messi      | 25           | –             | Barcelona       |
| 6        | Gianluigi Buffon  | 19           | –             | Juventus        |
| 7        | Pepe              | 9            | –             | Real Madrid     |
| 8        | Manuel Neuer      | 6            | –             | Bayern München  |
| 9        | Toni Kroos        | 5            | –             | Real Madrid     |
| 10       | Thomas Müller     | 2            | –             | Bayern München  |

#### 2016–17
| Helyezés | Játékos            | Első forduló | Döntő | Csapat            |
| -------- | ------------------ | ------------ | ----- | ----------------- |
| 1        | Cristiano Ronaldo  | –            | 482   | Real Madrid       |
| 2        | Lionel Messi       | –            | 141   | Barcelona         |
| 3        | Gianluigi Buffon   | –            | 109   | Juventus          |
| 4        | Luka Modrić        |              | –     | Real Madrid       |
| 5        | Toni Kroos         |              | –     | Real Madrid       |
| 6        | Paulo Dybala       |              | –     | Juventus          |
| 7        | Sergio Ramos       |              | –     | Real Madrid       |
| 8        | Kylian Mbappé      |              | –     | Monaco            |
| 9        | Robert Lewandowski |              | –     | Bayern München    |
| 10       | Zlatan Ibrahimović |              | –     | Manchester United |

#### 2017–18
| Helyezés | Játékos           | Pont | Csapat              |
| -------- | ----------------- | ---- | ------------------- |
| 1        | Luka Modrić       | 313  | Real Madrid         |
| 2        | Cristiano Ronaldo | 223  | Real Madrid         |
| 3        | Mohamed Szaláh    | 134  | Liverpool           |
| 4        | Antoine Griezmann | 72   | Atlético de Madrid  |
| 5        | Lionel Messi      | 55   | Barcelona           |
| 6        | Kylian Mbappé     | 43   | Paris Saint-Germain |
| 7        | Kevin De Bruyne   | 28   | Manchester City     |
| 8        | Raphaël Varane    | 23   | Real Madrid         |
| 9        | Eden Hazard       | 15   | Chelsea             |
| 10       | Sergio Ramos      | 12   | Real Madrid         |

#### 2018–19
| Helyezés | Játékos           | Pont | Csapat                |
| -------- | ----------------- | ---- | --------------------- |
| 1        | Virgil van Dijk   | 305  | Liverpool             |
| 2        | Lionel Messi      | 207  | Barcelona             |
| 3        | Cristiano Ronaldo | 74   | Juventus              |
| 5        | Sadio Mané        | 51   | Liverpool             |
| 6        | Mohamed Szaláh    | 49   | Liverpool             |
| 7        | Eden Hazard       | 38   | Chelsea / Real Madrid |
| 8        | Matthijs de Ligt  | 27   | Ajax / Juventus       |
| 8        | Frenkie de Jong   | 27   | Ajax / Barcelona      |
| 10       | Raheem Sterling   | 12   | Manchester City       |

#### 2019–20
| Helyezés | Játékos            | Pont | Klub                |
| -------- | ------------------ | ---- | ------------------- |
| 1        | Robert Lewandowski | 477  | Bayern München      |
| 2        | Kevin De Bruyne    | 90   | Manchester City     |
| 3        | Manuel Neuer       | 66   | Bayern München      |
| 4        | Lionel Messi       | 53   | Barcelona           |
| 4        | Neymar             | 53   | Paris Saint-Germain |
| 6        | Thomas Müller      | 41   | Bayern München      |
| 7        | Kylian Mbappé      | 39   | Paris Saint-Germain |
| 8        | Thiago Alcântara   | 27   | Bayern München      |
| 9        | Joshua Kimmich     | 26   | Bayern München      |
| 10       | Cristiano Ronaldo  | 25   | Juventus            |

#### 2020–21
| Helyezés | Játékos              | Pont | Klub                |
| -------- | -------------------- | ---- | ------------------- |
| 1        | Jorginho             | 175  | Chelsea             |
| 2        | Kevin De Bruyne      | 167  | Manchester City     |
| 3        | N’Golo Kanté         | 160  | Chelsea             |
| 4        | Lionel Messi         | 148  | Barcelona           |
| 5        | Robert Lewandowski   | 140  | Bayern München      |
| 6        | Gianluigi Donnarumma | 49   | Milan               |
| 7        | Kylian Mbappé        | 31   | Paris Saint-Germain |
| 8        | Raheem Sterling      | 18   | Manchester City     |
| 9        | Cristiano Ronaldo    | 16   | Juventus            |
| 10       | Erling Haaland       | 15   | Borussia Dortmund   |

#### 2021–22
| Helyezés | Játékos            | Pont | Klub                |
| -------- | ------------------ | ---- | ------------------- |
| 1        | Karim Benzema      | 523  | Real Madrid         |
| 2        | Kevin De Bruyne    | 122  | Manchester City     |
| 3        | Thibaut Courtois   | 118  | Real Madrid         |
| 4        | Robert Lewandowski | 54   | Bayern München      |
| 5        | Luka Modrić        | 52   | Real Madrid         |
| 6        | Sadio Mané         | 51   | Liverpool           |
| 7        | Mohamed Szaláh     | 46   | Liverpool           |
| 8        | Kylian Mbappé      | 25   | Paris Saint-Germain |
| 9        | Vinícius Júnior    | 21   | Real Madrid         |
| 10       | Virgil van Dijk    | 19   | Liverpool           |

#### 2022–23
| Helyezés | Játékos             | Pont | Klub                   |
| -------- | ------------------- | ---- | ---------------------- |
| 1        | Erling Haaland      | 352  | Manchester City        |
| 2        | Lionel Messi        | 227  | Paris Saint-Germain    |
| 3        | Kevin De Bruyne     | 225  | Manchester City        |
| 4        | İlkay Gündoğan      | 129  | Manchester City        |
| 5        | Rodri               | 110  | Manchester City        |
| 6        | Kylian Mbappé       | 82   | Paris Saint-Germain    |
| 7        | Luka Modrić         | 33   | Real Madrid            |
| 8        | Marcelo Brozović    | 20   | Internazionale         |
| 9        | Declan Rice         | 14   | West Ham United        |
| 10       | Alexis Mac Allister | 12   | Brighton & Hove Albion |